# Thesium welwitschii
Thesium welwitschii är en sandelträdsväxtart som beskrevs av William Philip Hiern. Thesium welwitschii ingår i släktet spindelörter, och familjen sandelträdsväxter. Inga underarter finns listade i Catalogue of Life.